# Yelmo (heráldica)
Según la RAE; del germ hĕlm e inglés antiguo hëlm; pieza de la armadura antigua que resguardaba la cabeza y el rostro, y se componía de morrión, visera y babera.
En la heráldica, en las armerías, el casco o yelmo está situado encima del escudo y lleva el burelete y la cimera. El estilo de casco que se muestra varía según rango de nobleza y estatus social, y estos estilos se desarrollaron con el tiempo, en consonancia con el desarrollo de los  cascos militares reales.
En algunas tradiciones, especialmente la Heráldica alemana y nórdica, se pueden usar dos o tres cascos (ya veces más) en una sola armería, cada una representando un feudo al que el portador tiene derecho. Por esta razón, los cascos y escudos de armas alemanas y nórdicas se consideran esenciales para el escudo de armas y nunca se separan de él.
Los cascos con visera abierta o con barrotes se reservan típicamente para los rangos más altos de la nobleza, mientras que la nobleza menor y los escudos de armas burgueses generalmente asumen yelmos cerrados.
En heráldica eclesiástica, los obispos y otros clérigos usan una mitra u otro sombrero eclesiástico apropiado para el rango en lugar de un casco.

## Historia

Casco con cabeza de corona en el escudo de armas de Tallin, la capital de Estonia.

La evolución de la forma del casco heráldico siguió la evolución del diseño del casco, especialmente los cascos justas, de los siglos XIV al XVI. Los armoriales de la segunda mitad del siglo XIII no incluyen cascos. Los mismos se muestran como parte integral de los abrigos de la primera mitad del siglo XIV (Codex Manesse , Armorial de Zúrich). Estos cascos siguen siendo del tipo "gran yelmo", sin visera móvil. Los cascos heráldicos se diversificaron con el desarrollo de armaduras de justas dedicadas durante los siglos XV y XVI. El desarrollo se detiene con el abandono de las justas como práctica cortesana, en los primeros años del siglo XVII. A partir de ese período, los diversos tipos de yelmo heráldico están impulsados puramente por convención, y ya no están vinculados a mejoras o modas en armería.
La práctica de indicar el rango mediante la exhibición de cascos abiertos o con barras aparece alrededor de 1615.
Como las justas con lanzas fueron reemplazadas por torneos con mazas, con el objetivo de quitar la cimera del oponente de su casco, el casco completamente cerrado dio paso a cascos con aberturas visuales agrandadas con sólo unas pocas barras para proteger la cara. Estos cascos con barrotes fueron restringidos por la cancillería imperial en Viena a la nobleza y ciertos doctores en derecho o teología, mientras que el yelmo de las justas fue adoptado libremente por cualquiera.
La dirección en la que mira un casco y el número de barras en la rejilla han recibido un significado especial en manuales posteriores, pero esto no es una práctica de época.
Un casco de rey, un casco dorado con la visera levantada, coronado con una corona real, fue adoptado por los reyes del Prusia.
Históricamente, el casco no se otorgó específicamente en una armería heráldica, pero naturalmente fue asumido por el rango apropiado como una cuestión de "derecho inherente", por lo que un casco con torso y manto no se colocaría fuera de lugar incluso por encima de un escudo que no tenía cimera para colocar encima de él.
Cuando es necesario representar varias crestas, la convención en Heráldica inglesa es dibujar las cimeras sobre un solo casco, cada una separada de él, mientras que en la Heráldica alemana, donde aparecen múltiples cimeras con frecuencia después del siglo XVI, cada escudo siempre se trata como inseparable de su propio casco y se gira de acuerdo con el casco.
En Europa continental, los cascos múltiples generalmente se giraban hacia adentro, con el yelmo central (si era un número impar) hacia adentro; mientras que en la Heráldica escandinava los cascos solían estar vueltos hacia afuera.
Las combinaciones heráldicas se llevaron a los extremos en el siglo XVIII, por ejemplo de armas de los últimos margraves de Brandenburg-Ansbach (Alejandro de Brandeburgo-Ansbach, 1737-1791) consisten en un escudo con 21 cuarteles rematados con un récord de trece cascos y escudos.

## Por tradiciones

### General

Casco abierto o con barrotes, reservado para miembros de la nobleza
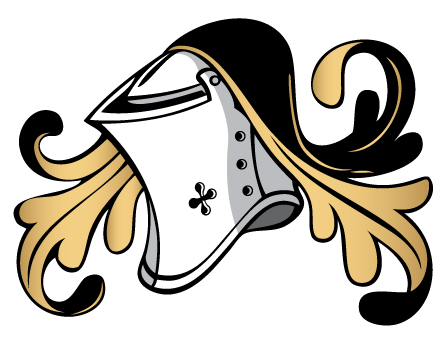
Yelmo cerrado o inclinado, utilizado por los caballeros medievales, también adoptado por los esquire ingleses y Gentilhombres, así como en los escudos de armas burgueses.

### Reino Unido
El uso de cascos heráldicos en Gran Bretaña es el siguiente:
- Casco de oro con barras para la familia real; casco de plata con lingotes de oro para Nombleza del Reino Unido; casco de acero con lingotes de oro para el barón feudal escocés no noble; casco de acero abierto que se muestra afronté durante los caballeros y baronets; yelmo de acero para torneos de jefe de clan escocés; casco de acero cerrado para esquires y gentilhombres.[13]

Monarquía y familia
Nobles
Baronets o caballeros
Esquire o Gentilhombre

### Rusia
Las normas de la Heráldica rusa con respecto a los yelmos difieren mucho de la tradición de Europa occidental, ya que se usaban cascos étnicos, que no se encuentran en ningún otro lugar.
A partir del siglo XIX, las familias antiguas rusas comenzaron a utilizar el yerijonka (Ерихонка, en idioma ruso, el gorro de Jericó), un yelmo medieval cónico eslavo similar al del Medio Oriente. shishak. 
Estos siguieron su propio sistema de color, que no correspondía con el uso de tinturas para cascos occidentales:
- Los nobles sin título usarían un yerijonka de acero con detalles plateados.
- los barones y de los condesun yerijonka de acero con detalles dorados.
- Las familias knyaz un yerijonka plateados con detalles dorados.
- La Casa de Romanov usó un yerijonka único llamado Casco de Alexander Nevsky (Shapka yerijonskaya Mijaila Fyodaravicha, en idioma ruso: Шапка ерихонская Михаила Фёдоровича), basado en el casco real de Miguel I de Rusia (una vez se creyó erróneamente que pertenecía a Alexander Nevsky, de ahí el nombre).
- A las familias nobles asiáticas de origen no eslavo (Inorodtsy) que se integraron en el imperio también se les permitió un casco étnico, por lo general un misyurka, en idioma ruso Мисюрка, similar al yerijonka en forma pero más redondo y con punta obtusa.

#### Federación Rusa Moderna
En la Federación de Rusia moderna, el Consejo Heráldico Ruso del Presidente de la Federación Rusa permite cascos tanto occidentales como étnicos (llamados sheloms en el idioma heráldico ruso moderno), pero solo en sus formas más simples y despojadas de cualquier detalle que pueda percibirse como símbolo de nobleza.
En el caso de los cascos occidentales, esto significa el uso de las más comunes capellinas en lugar de los cascos abiertos y cerrados más aristocráticos, mientras que los sheloms se deben usar sin barras nasales, mejillas o protectores de cuello, que a veces se encuentran en cascos étnicos más antiguos.
Por otro lado, un casco de plebeyo puede complementarse con una Almófar abajo. Todos los colores excepto el acero están prohibidos, a excepción del recubrimiento, para el que se pueden utilizar otras tinturas (se recomienda el púrpura). Sin embargo, ninguna de estas restricciones se aplica a los descendientes directos de la antigua aristocracia rusa, que pueden usar los mismos cascos que sus antepasados junto con el resto de sus armas familiares.
Tanto en la heráldica rusa imperial como en la republicana, la dirección del casco no juega ningún papel: si el casco se representa como una afrenta o se gira hacia la derecha depende de la forma de la  cimera.

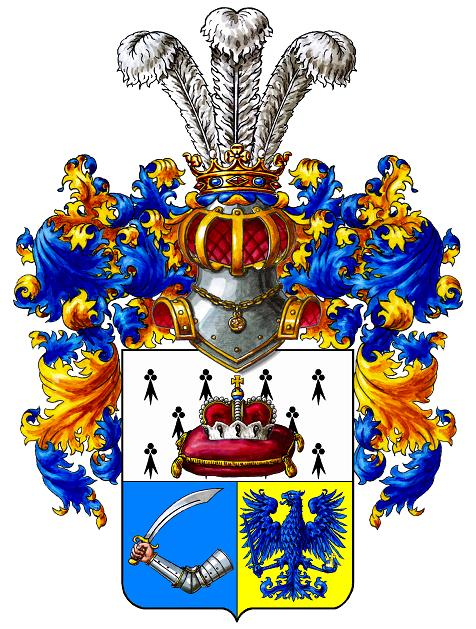
Yelmo occidental abierto: escudo de armas de la familia Pushkin.
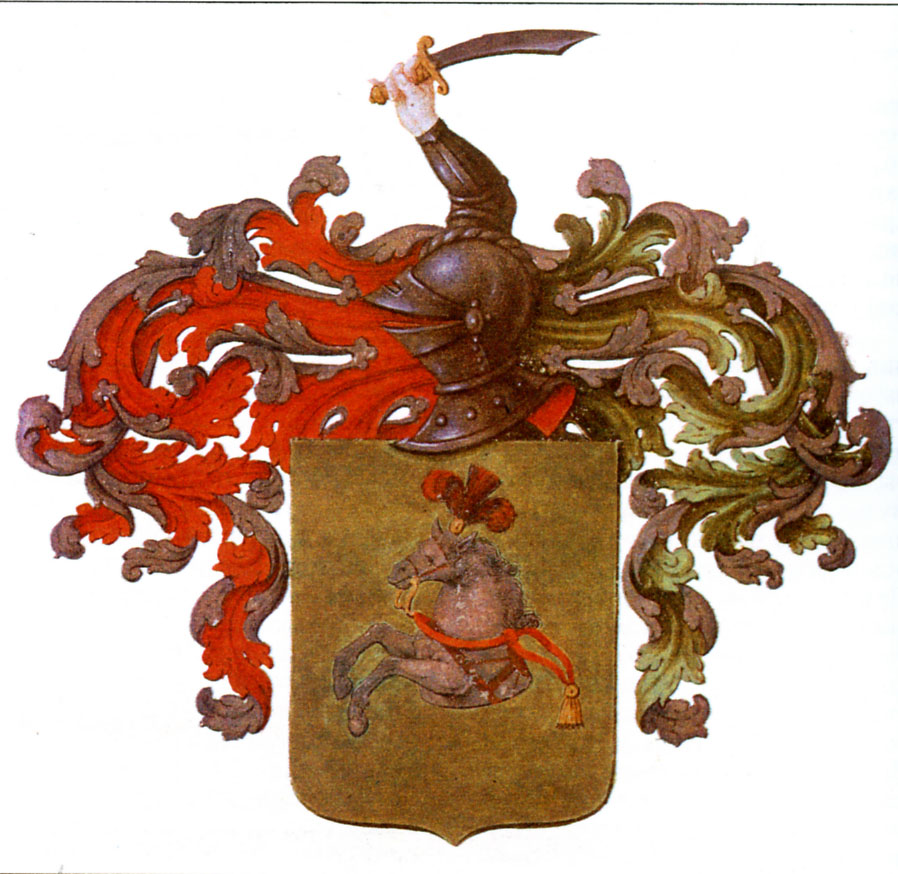
Yelmo occidental cerrado: escudo de armas de la familia Skarnykove (Скорняковы en idioma ruso).
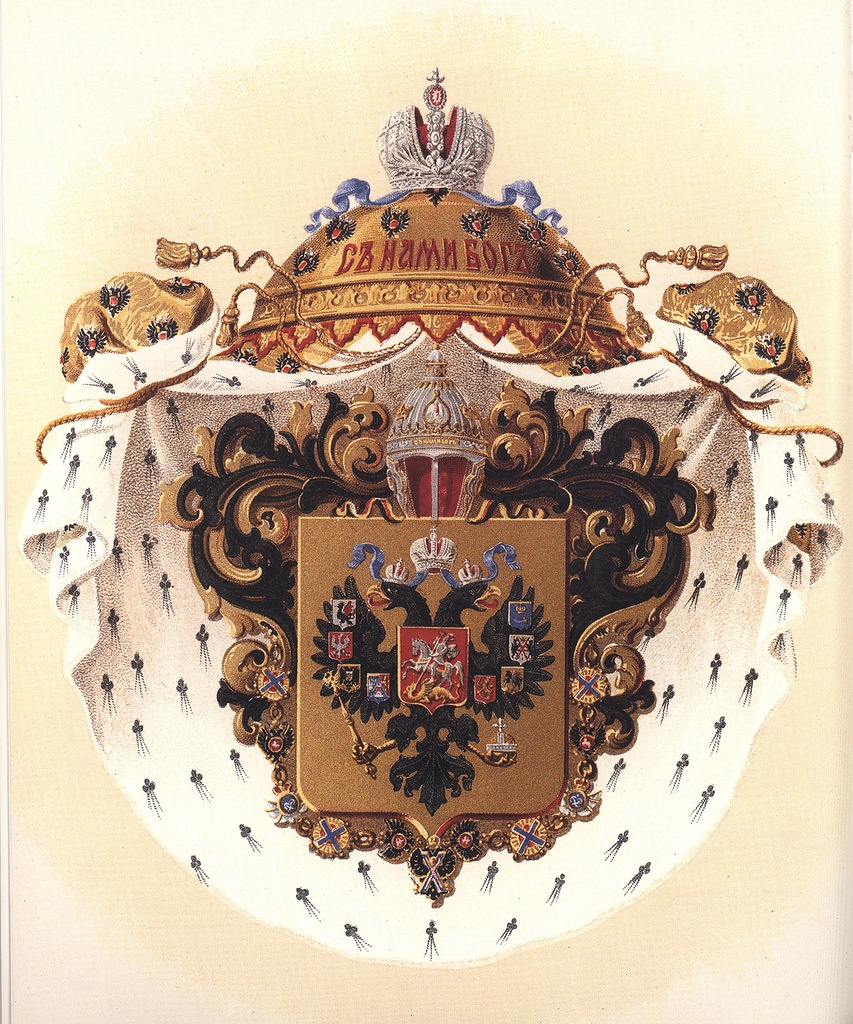
Yerijonka aristocrático : escudo de armas menor del Imperio Ruso.
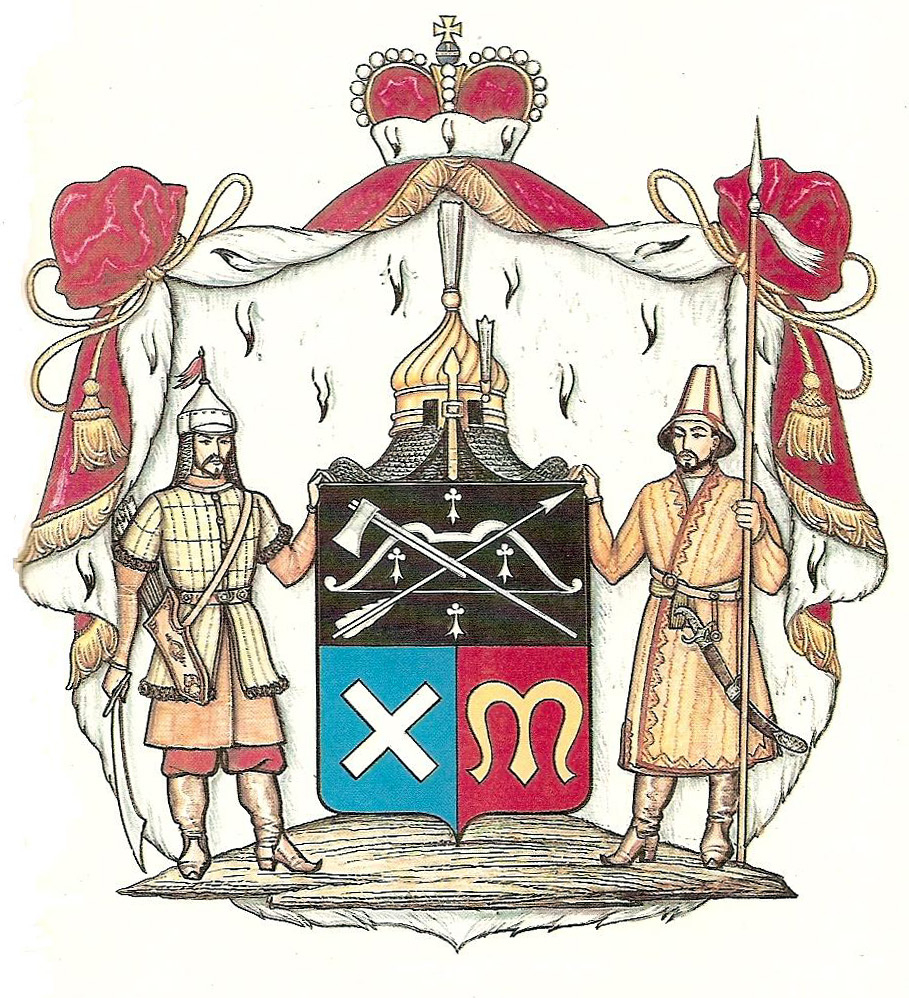
Misyurka aristocrático: escudo de armas de la familia kazaja Chingis (Чингисы en idioma ruso)
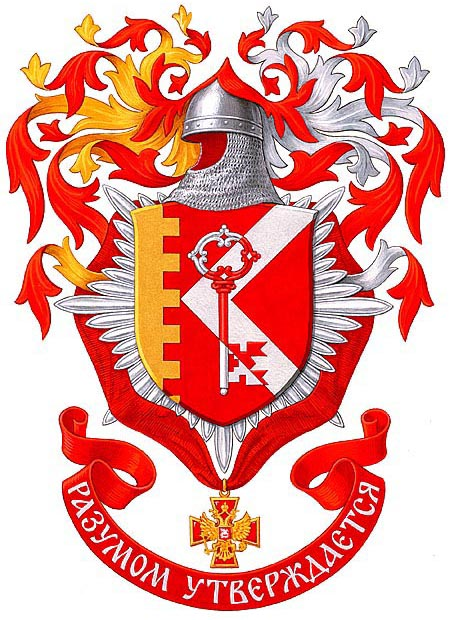
Yelmo étnico plebeyo: Escudo de armas de Vladimir Kopelev, caballero de la Orden al Mérito por la Patria.
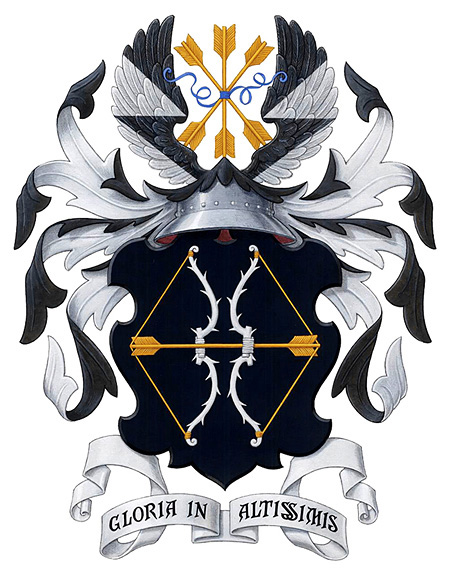
Yelmo occidental plebeyo: Escudo de armas de Nikolai Likhachev, ciudadano de Peterhof.

### Canadá
En la heráldica canadiense, los yelmos juegan un papel pequeño y no están blasonados; por lo tanto, el Armígero puede exhibir su yelmo en el estilo que elija. Un ejemplo notable de un casco no tradicional utilizado en la heráldica canadiense es el escudo de armas de Julie Payette, ex gobernadora general de Canadá, que lleva un casco de astronauta.
Otros ejemplos incluyen yelmos nasales, cascos corintios, capuchas de parka y cascos de las Fuerzas de paz de las Naciones Unidas

La armería heráldica de Julie Payette presenta notablemente un casco de astronauta, que se consideraría no tradicional en la mayoría de las otras tradiciones heráldicas.

### Bélgica
En la heráldica belga, los cascos con barras son los más utilizados y no están reservados para la nobleza como en algunas jurisdicciones. La mayoría de las veces tienen lingotes de oro, así como un collar y adornos de oro. A menudo están alineados y adheridos.

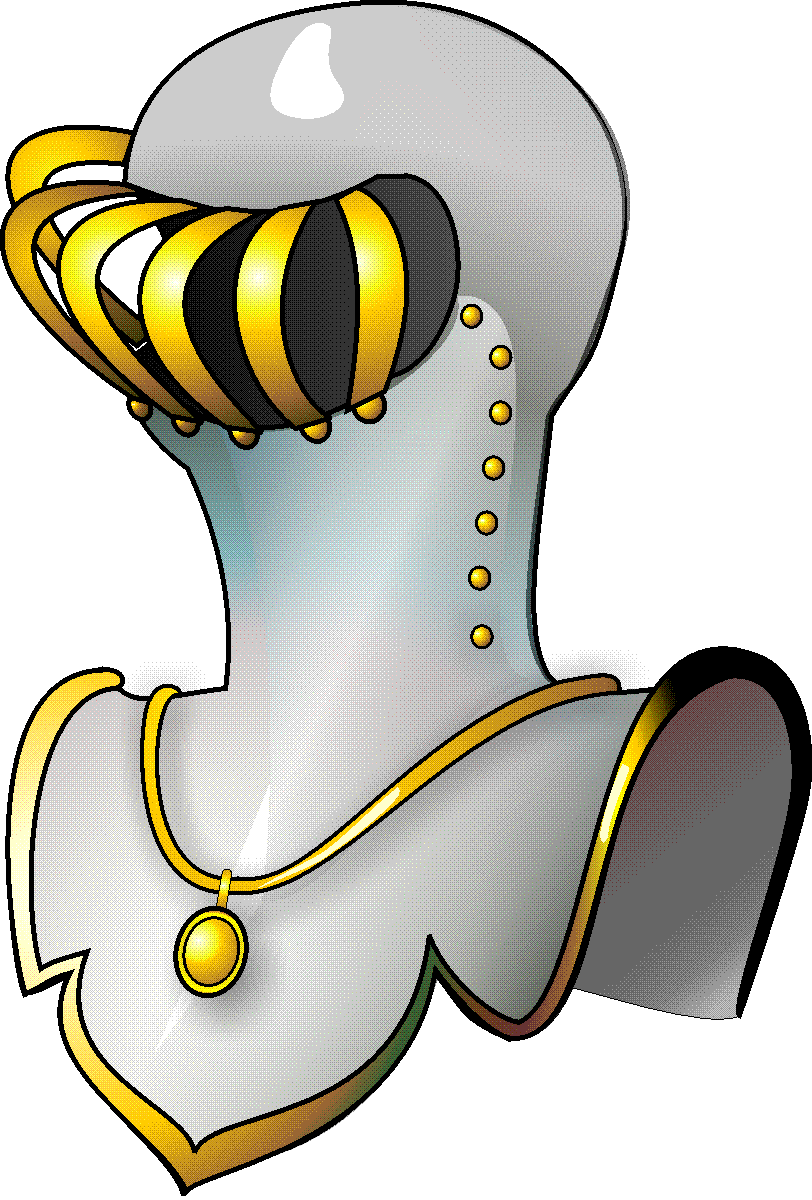
Yelmo barrado con lingotes de oro, cuello y adornos.
Todo el yelmo plateado barrado.
A veces también se usan yelmos de justas o torneos, pero son más raros. Son la única alternativa aceptada por el Consejo de Heráldica y Vexilología al casco barrado.[21]

### Eclesiástico
En la Iglesia católica, los clérigos latinos con derecho a un escudo de armas usan un capelo en lugar de un yelmo, que se considera demasiado beligerante para los hombres en las órdenes sagradas.

Capelo de gules con quince borlas por lado, usado por cardenales en lugar de un yelmo (y cruz patriarcal)
Capelo de gules con quince borlas por lado, usado por arzobispos en lugar de un yelmo (y cruz patriarcal)
Capelo de sinopleseis borlas por lado, usado por obispos en lugar del yelmo (y cruz de una barra)
Capelo de sable con una borla por lado (y escudo en blanco), usado por sacerdotes armados en lugar de un casco.

De la misma manera, los clérigos de la Comunión anglicana con derecho a un escudo de armas usan un sombrero negro similar en lugar de un casco.

Sombrero de marta con cordones purpúreos y tres borlas por lado, usado por los archidiáconos anglicanos en lugar de un casco.
Sombrero de marta con cordones purpúreos y tres borlas de gules por lado, usado por los decanos anglicanos en lugar de un casco.
Sombrero de sable con tres borlas de gules por lado, usado por los cánones anglicanos en lugar de un casco.
Sombrero de marta con una borla por lado, usado por sacerdotes anglicanos en lugar de un casco.

## Partes del yelmo
El yelmo estaba constituido de:
- Cimera. La cimera no tenía la función de proteger la parte frontal inferior de su portador sino para decorar el yelmo y estaba situado en la parte más alta del mismo.
- Celada. Pieza de la armadura que servía para cubrir y resguardar la cabeza. Es la parte móvil de algunos yelmos que se alzaba o bajaba sostenida por dos ejes a los lados de la misma, en la que había orificios para ver, y con la que el guerrero se protegía.
- Babera. Es la parte que se encargaba de proteger la barbilla, boca y las mandíbulas.
- Collar. Es el adorno situado en la parte inferior que rodea toda la circunferencia del yelmo.